# Niels Fleuren
Niels Fleuren est un footballeur néerlandais, né le 1er novembre 1986 à Boxmeer aux Pays-Bas. 
Il évolue comme arrière gauche au TOP Oss en Eerste Divisie, après avoir joué pendant 13 ans au VVV Venlo.

## Palmarès
VVV Venlo
- Eerste divisie (D2)
  - Vainqueur (1) : 2009